# Жигалко Андрій Олександрович
Андрій Олександрович Жигалко (біл. Андрэй Аляксандравіч Жыгалка; нар. 18 вересня 1985, Мінськ) – білоруський шахіст, гросмейстер від 2006 року. Чемпіон Білорусі 2011 року.

## Шахова кар'єра
У 1999-2005 роках неодноразово представляв Білорусь на чемпіонаті світу та Європи серед юніорів у різних вікових категоріях. Найкращого результату в цих змаганнях досягнув 2002 року в Пенісколі, де на ЧЄ до 18 років посів 4-те місце.
Досягнув низки успіхів на міжнародних турнірах, зокрема:
- посів 1-ше місце в Кракові (2001/02, турнір Краковія),
- посів 2-ге місце в Кобрині (2002, чемпіонат Білорусі серед юніорів до 20 років, позаду Віталія Тєтєрєва),
- посів 1-ше місце в Пардубице (2002, турнір Telecom Open),
- посів 3-тє місце в Мінську (2004, чемпіонат Білорусі, позаду Андрія Малюшина і В'ячеслава Дидишка),
- посів 2-ге місце в Мінську (2004, чемпіонат Білорусі серед юніорів до 20 років, позаду Сергія Жигалка),
- посів 1-ше місце в Ровах (2004, турнір Jantar Bałtyku),
- посів 1-ше місце в Генгело — двічі (2004, одноосібно і 2005, разом з Олександром Рязанцевим, Володимиром Бєловим і Давідом Барамідзе),
- поділив 1-ше місце в Мінську (2007, разом з Дмитром Бочаровим),
- посів 1-ше місце в Ревалі (2008, турнір Морський коник Ревала).

Неодноразово представляв Білорусь на командних змаганнях, зокрема:
- шість разів на шахових олімпіадах (2004, 2006, 2008, 2010, 2012, 2014)[3],
- на командному чемпіонаті Європи (2013)[4],
- двічі на шахових олімпіадах серед юніорів до 16 років (1999, 2000)[5].

Найвищий рейтинг Ело в кар'єрі мав станом на 1 листопада 2013 року, досягнувши 2619 очок займав тоді 2-ге місце (позаду Сергія Жигалка) серед білоруських шахістів.

## Особисте життя
Молодший брат Андрія Жигалка, Сергій (нар. 1989), також гросмейстер і належить до когорти провідних білоруських шахістів.

## Зміни рейтингу
| На цьому місці має відображатися графік чи діаграма, однак з технічних причин його відображення наразі вимкнено. Будь ласка, не видаляйте код, який викликає це повідомлення. Розробники вже працюють для того, щоби відновити штатне функціонування цього графіка або діаграми. | |
| | На цьому місці має відображатися графік чи діаграма, однак з технічних причин його відображення наразі вимкнено. Будь ласка, не видаляйте код, який викликає це повідомлення. Розробники вже працюють для того, щоби відновити штатне функціонування цього графіка або діаграми. |